# مطار كويمباتور الدولي
مطار كويمباتور الدولي (إياتا: CJB، إيكاو: VOCB) يخدم مدينة كويمباتور في الهند، ويبعد حوالي 13 كلم عن وسط المدينة.

## شركات الطيران والوجهات

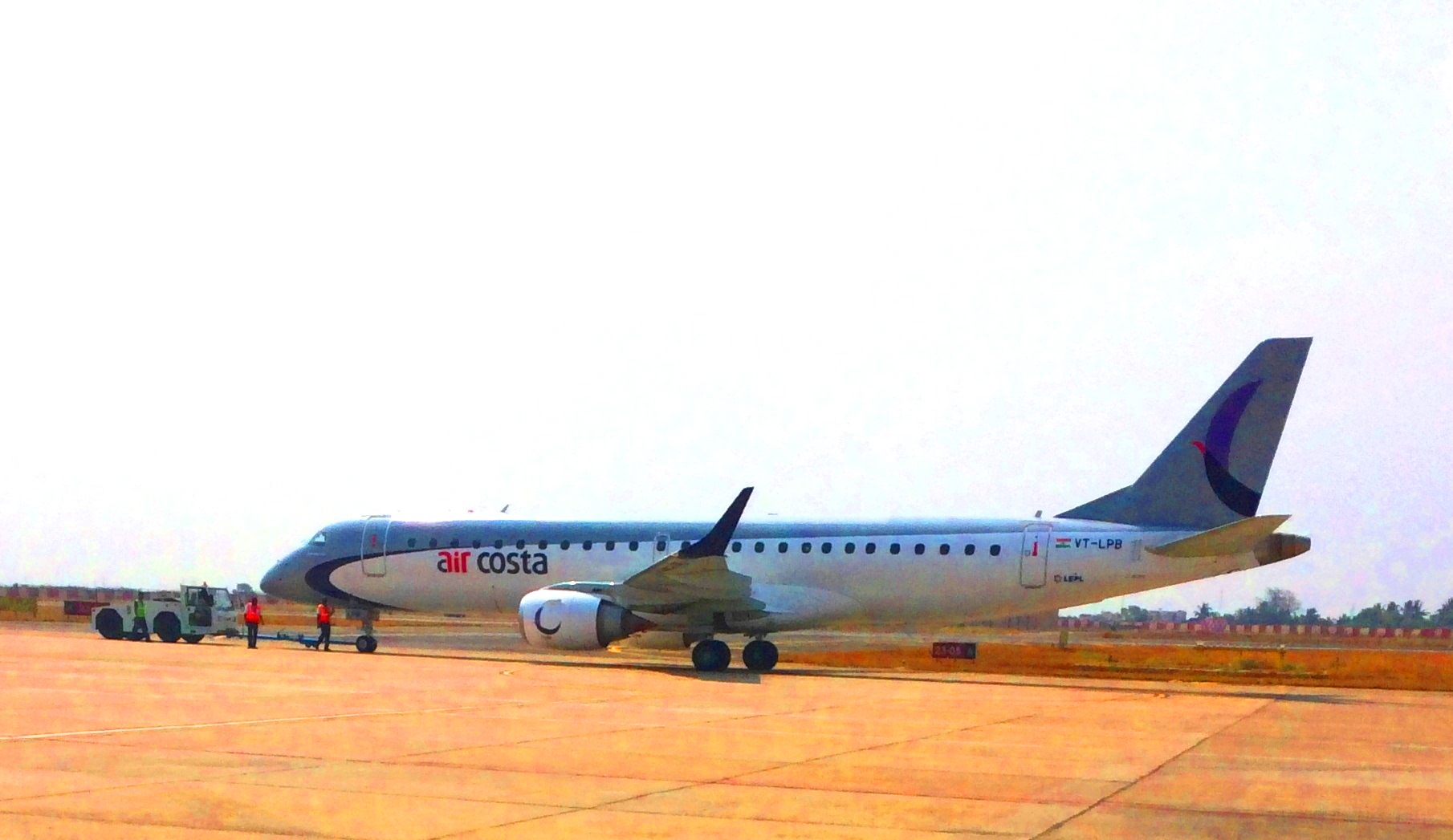
طائرة في مطار كويمباتور

### الركاب
| شركـات طيـران   | الوجهات |
| --------------- | --- |
| العربية للطيران | مطار الشارقة الدولي |
| طيران الهند     | مطار تشيناي الدولي، مطار أنديرا غاندي الدولي، مطار تشاتراباتي شيفاجي الدولي                                                                             |
| خطوط إنديقو     | مطار كيمبيغودا الدولي، مطار تشيناي الدولي، مطار أنديرا غاندي الدولي، Goa–Mopa، مطار راجيف غاندي الدولي، مطار تشاتراباتي شيفاجي الدولي، مطار بوني الدولي |
| سكوت للطيران    | مطار شانغي سنغافورة |
| سبايس جيت       | مطار كيمبيغودا الدولي |
| فيستارا         | مطار أنديرا غاندي الدولي، مطار تشاتراباتي شيفاجي الدولي                                                                                                 |

### الشحن
| شركـات طيـران | الوجهات               |
| ------------- | --------------------- |
| Amazon Air    | مطار كيمبيغودا الدولي |